# Épître à Tite
L'Épître à Tite est un livre du Nouveau Testament traditionnellement attribué à l'apôtre Paul. Elle fait partie des trois épîtres pastorales.

## Contexte
Le texte est constitué d'une lettre (sans doute pseudépigraphique cependant, comme les deux autres épîtres trito-pauliniennes) à son disciple Tite, apôtre de la Crète. La Crète et Cyrénaïque constituaient au Ier siècle une province romaine.

## Authenticité
Seules sept des épîtres attribuées à Paul sont jugées authentiques par la majorité des chercheurs : Rm, 1 Co, 2 Co, Ga, Ph, 1 Th et Phm. On les appelle « épîtres proto-pauliniennes ».
Les autres sont les trois « épîtres deutéro-pauliniennes », rédigées par des disciples directs de Paul (Ép, Col et 2 Th), et enfin les 3 « épîtres trito-pauliniennes » ou « pastorales », dues à des disciples plus tardifs (1 Tm, 2 Tm et Tt),.

## Auteur et datation
L'exégèse remet en cause depuis longtemps l'attribution à Paul de Tarse de la rédaction des épîtres pastorales dont Tite fait partie et le faisceau des divers éléments présentés en ce sens depuis plusieurs décennies tend à laisser penser - dans un débat qui n'est pas clos - à un rédacteur disciple de Paul qui relèverait de la troisième génération de chrétiens. Néanmoins l'état de la recherche au début du XXIe siècle est encore porteur de différents débats sur la nature de ces épîtres, de leurs relations entre elles ainsi que d'approches nouvelles à la lumière des études socio-historiques ou de lectures féministes qui abordent la "patriarcalisation" de l'Église naissante et de ses ministères.
Quant à la datation, pour la plupart des commentateurs modernes, les trois épîtres pastorales sont l'œuvre d'un disciple de Paul de Tarse, écrites entre la fin du Ier et le début du IIe siècle. Selon Raymond E. Brown , la majorité des spécialistes qui retiennent une date de composition post-paulinienne pour les pastorales se prononcent pour la période 80-100.
Pour Philippe Rolland, qui considère Paul comme le rédacteur de l'épître, estime que l’Épître à Tite et la Première lettre à Timothée ont été écrites, avec l'aide de Luc, à Philippes, durant le troisième voyage missionnaire, lors du séjour mentionné en Ac 20:3.

## Résumé

### Le choix des responsables de l'Église
Après des salutations (1,1-4), l'auteur précise les qualités et compétences nécessaires aux responsables des communautés chrétiennes (presbytres et episcopes) (1,5-9) qui doivent confondre les contradicteurs (1,10-16).

### La perfection chrétienne
L'auteur enseigne ensuite à Tite (2,1) le comportement que doivent avoir les vieillards (2,2), les femmes âgées  (2,3), les jeunes femmes (2,4-5), les jeunes gens (2,6-8) et les esclaves (2,9-10).
Il poursuit en soulignant la perfection et l'espérance chrétienne (2,10-3,2), conséquence de leur régénération par l'Esprit saint (3,3-3,5) et cause de leur salut (3,6-8), se défiant ainsi des disputes et polémiques  (3,9-11).
L'épître se clôt sur des instructions pratiques et des salutations (3,12-15).